# Parasemia leucomera
Parasemia leucomera là một loài bướm đêm thuộc phân họ Arctiinae, họ Erebidae.